# Walter Freud
Anton Walter Freud (Vienna, 2 aprile 1921 – Oxted, 8 febbraio 2004) è stato un ingegnere chimico austriaco, è stato membro del Royal Pioneer Corps e dello Special Operations Executive britannico.

## Infanzia e giovinezza
Walter era un nipote di Sigmund Freud: fuggì con lui e altri membri della famiglia da Vienna, dopo l'Anschluss del 1938.
Walter Freud nacque a Vienna nel 1921. Era il primo figlio del figlio maggiore di Sigmund Freud, Jean-Martin Freud, un avvocato, e di sua moglie Ernestine Drucker. Prese il suo nome da Anton von Freund, un collega di suo nonno.
Dopo aver lasciato Vienna nel marzo del 1938, i genitori di Freud si separarono: lui e suo padre andarono in Gran Bretagna, mentre sua madre e sua sorella Sophie andarono a Parigi, prima di emigrare negli Stati Uniti. 
Mentre era uno studente al Loughborough College, lui e suo padre furono internati nel maggio del 1940, ritenuti nemici poiché di origine austriaca. Fu prima detenuto in una prigione a Leicester e poi sull'isola di Man. Nel luglio dello stesso anno, fu deportato in Australia a bordo della HMT Dunera.

## Seconda Guerra Mondiale
Gli fu permesso di tornare nel Regno Unito nell'ottobre del 1941 a causa di un cambiamento della politica di internamento.
Successivamente si unì al Royal Pioneer Corps in cui lavorò per diciotto mesi, prima che gli fosse permesso di entrare nello Special Operation Executive nel 1943, grazie al fatto di essere di madrelingua tedesca. 
Nell'aprile 1945 si paracadutò in Stiria, nelle Alpi austriache, per aiutare a stabilire una presenza britannica prima dell'avvicinarsi dell'Armata Rossa. Sebbene si fosse separato dai suoi compagni, riuscì ad introdursi nell'aerodromo di Zeltweg, strategicamente importante. Fingendosi rappresentante della Eighth Army, convinse il comandante dell'aerodromo a consegnarlo alle forze alleate.

## Investigazione contro i crimini di guerra
Dopo la guerra fu un investigatore per l'Unità Investigativa sui Crimini di Guerra. 
Fu il primo a interrogare Bruno Tesch della Tesch und Stabenow, la ditta responsabile della fornitura di gran parte dello Zyklon B che veniva utilizzato nei campi di sterminio nazisti. Freud è stato anche coinvolto nel processo contro Alfried Krupp della Krupp Industries, accusato di schiavismo e coinvolto anche nelle indagini sull'omicidio di venti bambini nel seminterrato della scuola Bullenhuser Damm di Amburgo.
Dopo aver lasciato il servizio nel settembre 1946 con il grado di maggiore, sposò Annette Krarup, una funzionaria danese che incontrò a Copenaghen durante le indagini su Krupp. Dopo essersi naturalizzato britannico nel gennaio 1947, Freud tornò a Loughborough, dove si laureò in ingegneria chimica. Fu assunto dalla British Oxygen Corporation, poi andò a lavorare per la British Nylon Spinners a Pontypool. Fu reclutato dalla British Hydrocarbons di Londra nel 1957, dove rimase fino al suo pensionamento, avvenuto all'età di 55 anni, nel 1977.
Nel 1994 tornò a Vienna come ospite del governo austriaco, che celebrò il suo successo nel liberare il campo d'aviazione di Zeltweg organizzando una cena in suo onore.
La sua ultima residenza in Gran Bretagna fu a Oxted, nel Surrey. Walter Freud e sua moglie sono sepolti nel "Freud Corner" al Golders Green Crematorium di Londra. 
È il padre di David Freud, politico britannico.